# Somappa Rayappa Bommai

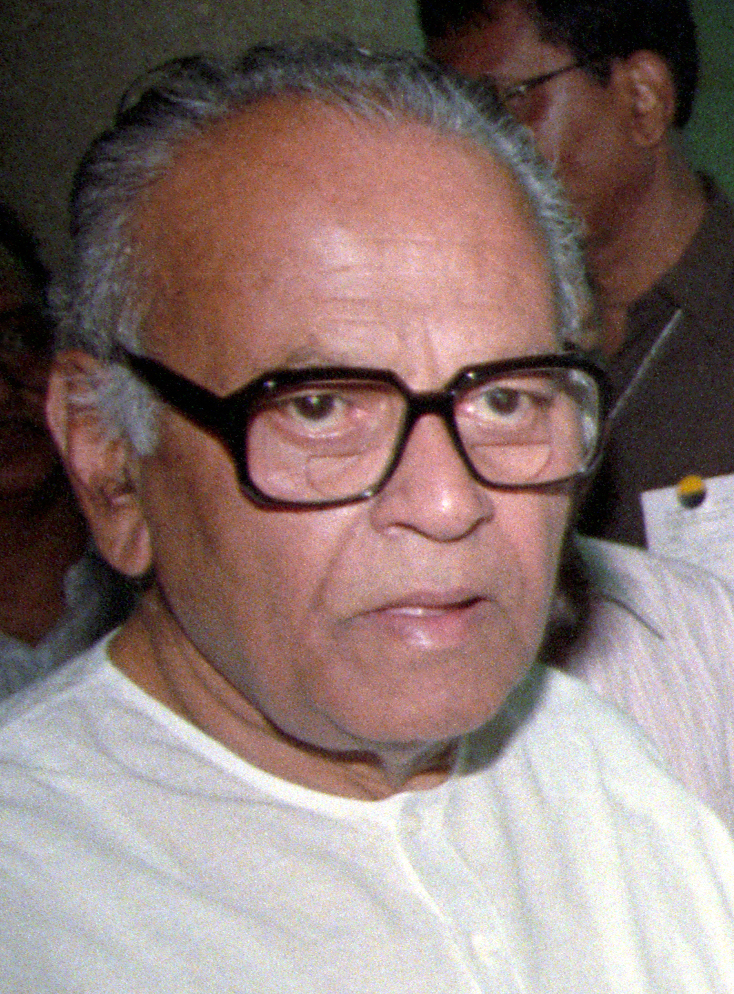
Somappa Rayappa „S. R.“ Bommai (1. Juli 1997)

Somappa Rayappa „S. R.“ Bommai (* 6. Juni 1924 in Karadagi, Distrikt Haveri, Fürstenstaat Mysore, Britisch-Indien; † 10. Oktober 2007 in Bengaluru, Karnataka) war ein indischer Politiker der Janata Party (JP) sowie der Janata Dal (JD), der Mitglied der Rajya Sabha, des Oberhauses des indischen Parlaments, zwischen 1988 und 1989 Chief Minister von Karnataka sowie Minister in Unionsregierungen war.

## Leben
Somappa Rayappa „S. R.“ Bommai, Sohn von Rayappa Bommai, war ein Anhänger der sozialistischen Fabian Society und nahm an der Quit-India-Bewegung gegen die Herrschaft des Vereinigten Königreichs in Britisch-Indien teil. Während des Zweiten Weltkrieges war er Mitglied der Radical Democratic Party, einer relativ kurzlebigen linken Abspaltung der Kongresspartei. Er absolvierte ein grundständiges Studium, das er mit einem Bachelor of Arts (B.A.) beendete, sowie ein Studium der Rechtswissenschaften, welches er mit einem Bachelor of Laws (LL.B.) abschloss. Bommai war als Rechtsanwalt tätig. 1967 wurde er erstmals Mitglied der Legislativversammlung (Legislative Assembly) des Bundesstaates Mysore (1973 umbenannt in Karnataka) und gehörte dieser bis 1971 an. 1969 schloss er sich der damals noch ungeteilten Kongresspartei an. Zwischen 1972 und 1978 war er Mitglied des Legislativrates (Legislative Council), des Oberhauses des Parlaments des Bundesstaates und fungierte in dieser Zeit von 1976 bis 1978 als Leader of the Opposition als Oppositionsführer im Legislativrat. 1978 wurde er im Wahlkreis 177-Hubli Rural als Abgeordneter der im Vorjahr gegründeten Janata Party in die Legislativversammlung von Karnataka gewählt und fungierte dort von 1978 bis 1980 als Oppositionsführer. Der Legislativversammlung gehörte er nach zweimaliger Wiederwahl 1983 und 1985 im selben Wahlkreis bis 1989 an. Des Weiteren war er von 1978 bis 1989 Vorsitzender des Ausschusses für öffentliche Konten der Legislativversammlung. Anschließend bekleidete er zwischen 1981 und 1983 ein Amt als Minister in der Regierung von Chief Minister R. Gundu Rao und war darüber hinaus von 1981 bis 1983 auch Präsident der Janata Party in Karnataka.
Zusammen mit Ramakrishna Hegde, Jayadevappa Hallapa Patel und H. D. Deve Gowda war S. R. Bommai maßgeblich daran beteiligt, dass die Janata Party die seit der Unabhängigkeit Indiens dauernde Vormachtstellung des Indischen Nationalkongresses (INC) in Karnataka zu beenden, als mit Ramakrishna Hegde am 10. Januar 1983 erstmals ein Chief Minister von Karnataka antrat, der nicht dem INC angehörte. Er selbst wurde daraufhin 1983 Industrieminister. Als Nachfolger Hegdes wurde er am 13. August 1988 schließlich selbst Chief Minister von Karnataka und bekleidete diesen Posten bis zum 20. April 1989, woraufhin eine sogenannte Präsidialregierung (President’s rule) eingesetzt wurde. Diese Situation führte dazu, dass er im Verfahren S. R. Bommai v. Union of India Klage beim Obersten Gericht gegen die Praxis der President’s rule einlegte. In seinem Urteil vom 11. März 1994 kam es zu einem wegweisenden Urteil des Obersten Gerichtshofs von Indien. Darin erörterte der Gerichtshof ausführlich die Bestimmungen von Artikel 356 der Verfassung Indiens und damit zusammenhängende Fragen. Das Gericht legte Beschränkungen für die Befugnis der Unionsregierung fest, eine Landesregierung gemäß Artikel 356 zu entlassen. Dieser Fall hatte enorme Auswirkungen auf die Beziehungen zwischen der Unionsregierung und den Bundesstaaten. Nach diesem Urteil verringerten sich die Fälle der Absetzung von Bundesstaatsregierungen durch die Unionsregierung, die zuvor häufiger auch aus machtpolitischem Kalkül erfolgt waren, deutlich.
S. R. Bommai war zwischen 1990 und 1996 Präsident der Janata Dal. Am 2. Juli 1992 wurde er zum ersten Mal Mitglied der Rajya Sabha, des Oberhauses des indischen Parlaments, und gehörte diesem nach seiner Wiederwahl am 3. April 1998 als Vertreter Karnatakas bis zum 2. April 2004 an. Im Kabinett Deve Gowda fungierte er zwischen dem 2. Juni 1996 und dem 21. April 1997 als Minister für die Entwicklung menschlicher Ressourcen. Den Posten als Minister für die Entwicklung menschlicher Ressourcen hatte er vom 22. April 1997 bis zum 19. März 1998 auch im darauf folgenden Kabinett Gujral inne. Im Anschluss fungierte er in der Rajya Sabha zwischen 1998 und 1999 als Vorsitzender des Ausschusses für Wissenschaft, Technologie, Umwelt und Forsten sowie zuletzt von Mai 2000 bis Mai 2001 als Vorsitzender des Petitionsausschusses.
Aus seiner Ehe mit Shrimati Gangamma gingen zwei Töchter sowie zwei Söhne hervor, darunter Basavaraj Somappa Bommai, der ebenfalls Mitglied des Legislativrates und der Legislativversammlung sowie mehrmals Minister in der Regierung von Karnataka war und seit dem 28. Juli 2021 als Chief Minister von Karnataka amtiert.
Bommai starb am 10. Oktober 2007.